# San Miguel Hojas Anchas
San Miguel Hojas Anchas är en ort i Mexiko.   Den ligger i kommunen Zinacantepec och delstaten Mexiko, i den sydöstra delen av landet, 80 km väster om huvudstaden Mexico City. San Miguel Hojas Anchas ligger 2 921 meter över havet och antalet invånare är 848.
Terrängen runt San Miguel Hojas Anchas är kuperad åt sydväst, men åt nordost är den platt. Runt San Miguel Hojas Anchas är det tätbefolkat, med 493 invånare per kvadratkilometer. Närmaste större samhälle är Toluca, 19,7 km öster om San Miguel Hojas Anchas. Trakten runt San Miguel Hojas Anchas består till största delen av jordbruksmark.